# Lady Soul
Lady Soul è tredicesimo album della cantante soul statunitense Aretha Franklin, pubblicato nel 1968 dalla Atlantic Records.

## Tracce
1. Chain of Fools (Don Covay) - 2:45
2. Money Won't Change You (James Brown, Nat Jones) - 2:02
3. People Get Ready (Curtis Mayfield) - 3:35
4. Niki Hoeky (Pat Vegas, Jim Ford, Lolly Vegas) - 2:33
5. (You Make Me Feel Like) A Natural Woman (Gerry Goffin, Carole King, Jerry Wexler) - 2:37
6. (Sweet Sweet Baby) Since You've Been Gone (Aretha Franklin, Ted White) - 2:18
7. Good to Me As I Am to You (A. Franklin) - 3:25
8. Come Back Baby (Ray Charles) - 2:29
9. Groovin' (Felix Cavaliere, Eddie Brigati) - 2:45
10. Ain't No Way (Carolyn Franklin) - 4:12